# Seta Hagopian
Seta Hagopian (àrab: سيتا هاكوبيان; Basra, Iraq, 28 de juliol de 1950) és una cantant iraquiana d'etnicitat armènia. Hagopian està casada amb el director de cinema Emad Bahjat. La seva filla Nova Emad també es cantant.